# Un homme et sept couffins
Pour plus de détails, voir Fiche technique et Distribution.
Un homme et sept couffins (A Slice of Life) est un film australien réalisé par John D. Lamond, sorti en 1983.

## Fiche technique
- Titre français : Un homme et sept couffins
- Titre original : A Slice of Life
- Réalisation : John D. Lamond
- Scénario : Alan Hopgood
- Photographie : Ross Berryman
- Musique : Brian May
- Montage : Jill Rice
- Pays d'origine :  Australie
- Genre : Comédie
- Durée : 100 minutes
- Date de sortie : 1983 (Australie)

## Distribution
- Robin Nedwell : Toby
- John Ewart : Hughes
- Juliet Jordan : Wendy
- Jane Clifton : Fay
- Caz Lederman : Sally
- Dina Mann : Barbara
- Amanda Muggleton : Eva
- Julie Nihill : Pam
- Lulu Pinkus : Addy
- Victor Kazan : Dr. Smithers
- Gwen Soares : Mei Linn
- Alan Hopgood : Dr. Williams
- Joy Mitchell : Mme. Williams
- Sean Myers : Ellis Weir
- Reg Cameron : le juge